# 노스 스타 (2023년 영화)
《노스 스타》(영어: North Star)는 2023년 제작된 영국의 드라마 영화이다. 배우 크리스틴 스콧 토머스의 감독 데뷔작이며, 공동각본 및 주연 또한 맡았다.

## 출연진
- 크리스틴 스콧 토머스 - 다이애나
- 스칼렛 요한슨 - 캐서린
- 프리다 핀토
- 시에나 밀러
- 에밀리 비첨
- 신두 비
- 조슈아 맥과이어
- 마크 스탠리
- 줄리오 베루티
- 티보 드 몽탈랑베르
- 샘슨 카요
- 제임스 플리트